# Бухта Провидіння
Бухта Провидіння — бухта в Анадирській затоці Берингова моря, біля південно-східного берега Чукотського півострова.

## Географія
Вхід у бухту Провидіння обмежений мисом Лиса Голова сході і мисом Лісовського на заході. Мис Лиса Голова знаходиться на відстані 11 км на захід-північний захід від мису Чукотського. Ширина бухти Провидіння становить близько 8 км на її початку. Довжина — 34 км (виміряна вздовж середньої лінії). Ширина бухти в частині нижче гавані Емми становить близько 4 км, а вище гавані Емми - близько 2,5 км. У своїй нижній частині бухта йде приблизно на північний схід, повертаючи потім у своїй північній частині (відомій як гавань Хед) загинається на північ і становить близько 2 км завширшки.

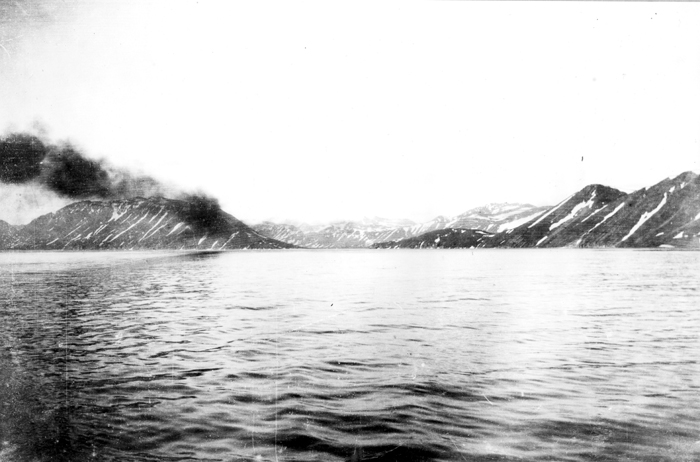
Бухта Провидіння 1899 рік

Круті береги та сопки бухти мають висоту в середньому близько 600-800 метрів. У бухті півдобові припливи здіймаються висотою до 1 метра. З травня по жовтень Бухта Провидіння повністю або частково вільна від льоду. На вході в бухту глибина становить близько 35 метрів. Максимальна глибина – близько 150 метрів. Останнім часом є дані щодо зменшення глибини на вході до 18-20 метрів.
Усередині бухти Провидіння знаходиться кілька дрібніших бухт:
- Комсомольська бухта (гавань Емма);
- Бухта Слов'янка;
- Бухти Хед;
- Затока Вершника;
- Затока Кеша.

## Історія
Бухта Провидіння і гавань Емма не з'являюлись на картах до 1850 року. Вважається, що їх почали відвідувати китобої в період 1845-48 рр., безпосередньо перед візитом Вільяма Пуллена. Бухту Провидіння, ймовірно, відвідав російський дослідник Курбат Іванов у 1660 році, але про його дослідження Анадирської затоки не повідомлялося широко. Корабель Російсько-американської телеграфної експедиції "Золоті ворота", відвідав Бухту Провидіння у вересні 1865 року, після зустрічі із вітрильником CSS Shenandoah.